# Sailly (Saône-et-Loire)
Sailly é uma comuna francesa na região administrativa de Borgonha-Franco-Condado, no departamento Saône-et-Loire. Estende-se por uma área de 8,89 km². Em 2010 a comuna tinha 79 habitantes (densidade: 8,9 hab./km²).